# Religiosas del Corazón de Jesús
La Congregación de Religiosas del Corazón de Jesús (oficialmente en francés: Congregation des Religieuses du Cœur de Jésus) es una congregación religiosa católica femenina, de vida contemplativa y de derecho pontificio, fundada por la religiosa francesa Caroline Lioger, en Genas (Francia), en 1857. A las miembros de este instituto se les conoce como Religiosas del Corazón de Jesús y posponen a sus nombres las siglas R.C.J.

## Historia
Caroline Lioger fundó en Genas, en la región Ródano-Alpes (Francia), en 1857. una congregación religiosa con el nombre de Víctimas del Sagrado Corazón de Jesús, cuyo fin sería exclusivamente la contemplación. Para Lioger era importante recuperar la vida contemplativa en un momento en el que estaban surgiendo muchas religiosas de vida apostólica. El día de su profesión la fundadora cambió el nombre por Verónica del Sagrado Corazón de Jesús. La congregación se expandió por Francia y Bélgica.
La congregación recibió la aprobación diocesana de Jacques-Marie-Achille Ginoulhiac, obispo de Grenoble. Fue elevada a instituto religioso de derecho pontificio por el papa Pío IX, mediante decretum laudis del 6 de agosto de 1870. La aprobación definitiva por parte de la Santa Sede la recibió en 1908. Luego del Concilio Vaticano II, el instituto cambió el nombre por Religiosas del Corazón de Jesús. Debido a las crisis vocacional en Europa, el instituto ha disminuido considerablemente, viendo cerrar todas sus casas. En el 2016 tomaron posesión del monasterio de Mormaison, única casa existente.

## Organización
La Congregación de Religiosas del Corazón de Jesús es un instituto centralizado de derecho pontificio. El gobierno recae en una superiora general.
Las Religiosas del Corazón de Jesús son monjas contemplativas, viven según la Regla de san Agustín y se ofrecen, a sí mismas, como víctimas al Corazón de Jesús en la adoración del Santísimo Sacramento, por reparación de las ofensas cometidas contra Dios y la Iglesia. En 2016 el instituto contaba con 1 comunidad y 18 religiosas.